# Pied noir de la tomate
Le chancre de la tige de tomate, ou pied-noir de la tomate, est une maladie cryptogamique provoquée par un champignon, Didymella lycopersici Klebahn, de la famille des Dothideaceae, sur la tomate. Cette maladie attaque également d'autres Solanacées cultivées (piment, aubergine). 
La maladie se manifeste principalement par des chancres brun foncé, en creux, encerclant la tige, tout près du sol. Elle se rencontre aussi bien en serre qu'en plein champ. Sa transmission se fait essentiellement par des conidies présentes dans les matières organiques du sol.
La lutte contre cette maladie passe par des mesures de prophylaxie, par exemple élimination des plantes infectées, désinfection du sol. Il existe des porte-greffes résistants à cette maladie.